# Ahvenjärvi (Gällivare socken, Lappland, 741568-170953)
Ahvenjärvi är en sjö i Gällivare kommun i Lappland och ingår i Råneälvens huvudavrinningsområde.